# Elfriede Stegemeyer

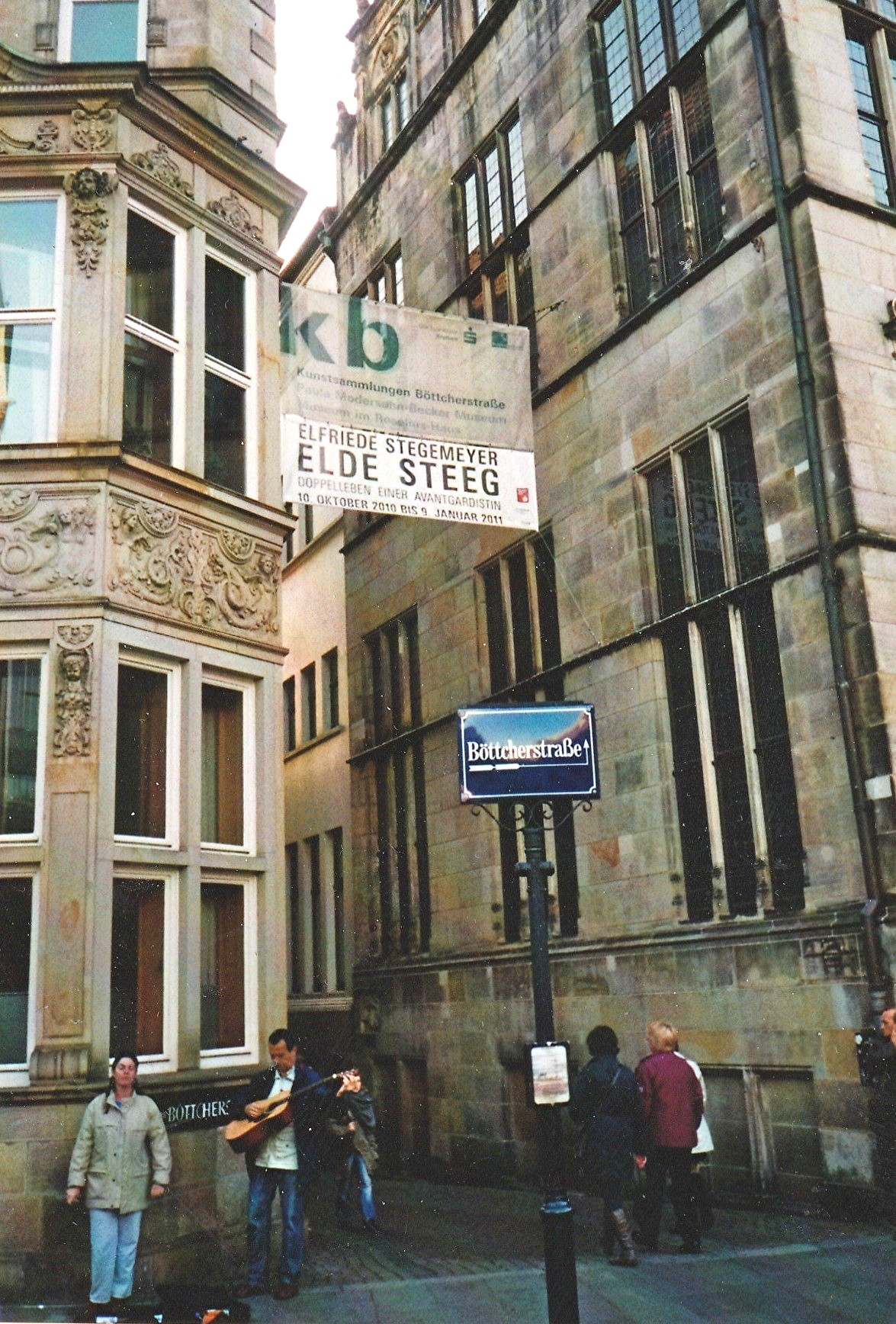
Hinweis zur Ausstellung 2010/11 Bremen Böttcherstraße

Elfriede Stegemeyer (* 3. November 1908 in Charlottenburg; † 14. November 1988 in Nußdorf am Inn) war eine deutsche Photographin, Malerin und Filmkünstlerin. Bei einem Bombenangriff auf Berlin 1943 wurde ein Großteil ihres Werks zerstört. Nach Kriegsende widmete sie sich unter dem Pseudonym elde steeg verstärkt der Malerei und der Zeichnung und experimentierte mit surrealistischen und konstruktivistischen Ausdrucksweisen. 1974 zog sie nach Innsbruck und arbeitete dort bis zu ihrem Tod.

## Leben und Werk
Elfriede Stegemeyer wurde als Tochter des Marine-Ingenieurs Wilhelm Stegemeyer in Berlin geboren. Ihre Mutter war die ältere Schwester des Bremer Kaufmanns und Inhabers der Kaffee Hag, Ludwig Roselius. 1913 erfolgte ihr Umzug nach Bremen. Nach dem Abitur begann sie ein Lehramtsstudium der Kunstgeschichte und Geographie in München. Dann besuchte sie die private Zeichenschule von August Wilhelm Dressler in Berlin. Sie studierte an der Staatlichen Kunstschule Berlin u. a. bei Curt Lahs und Heinrich Kamps.
In Berlin lernte sie den Kommilitonen Otto Coenen kennen, mit dem sie ab 1931 ein gemeinsames Atelier betrieb. Über ihn lernte sie den Kreis der Kölner Progressive um Franz Wilhelm Seiwert und Heinrich Hoerle kennen, die ihre Vorstellungen von politischer Kunst in der Zeitschrift „a bis z“ diskutierten. 1932 folgt sie Coenen nach Köln, wo sie sich, zusammen mit Raoul Ubac in Photographie weiter bildete. Zusammen mit Coenen und Ubac engagiert sie sich in der Gruppe „Rote Kämpfer“ um Heinrich Pakullis.
1935 reiste sie mit Coenen nach Paris, wo sie Otto Freundlich, Jankel Adler und Raoul Hausmann kennen lernte. Sie besuchte Hausmann auf Ibiza, wo beide die Insellandschaft fotografierten. Es kam zu einer engen Beziehung, aber nach wenigen Monaten trennten sich die beiden. Auch die Beziehung zu Coenen endete in dem Jahr. In den folgenden Jahren unternahm Stegemeyer Reisen nach Ostpreußen, Litauen, Rumänien und Jugoslawien. 1939 war sie zurück in Berlin und verdiente sich ihren Lebensunterhalt mit Illustrationsarbeiten. 1941 wurde sie von der Gestapo verhaftet, aber schließlich freigelassen. 1943 wurde ihre Wohnung bei einem Bombenangriff zerstört, wobei sie den größten Teil ihres bis dahin geschaffenen Werkes verlor.
1945 begann Stegemeyer unter dem Namen „Elde Steeg“ zu arbeiten. In den folgenden Jahren experimentierte sie mit verschiedenen Techniken und Themen. Sie zeichnete, malte, schuf Hinterglasbilder. Sie schloss sich dem Künstlerkreis der Galerie Gerd Rosen an. Bis 1950 arbeitete sie an der „ABC-Zeitung“ und an der „Schulpost“ mit, die vom Verlag Volk und Wissen herausgegeben wurden. 1951 gab es die erste Ausstellung ihrer Hinterglasbilder, von denen die sich meisten heute im Schlossmuseum Murnau befinden.
In den 60er Jahren verließ Stegemeyer Berlin und zog nach München. Um 1956/57 entstanden abstrahierende Bilder, dann abstrakte mit Titeln wie „Zellstrukturen“, angeregt durch die Bekanntschaft mit dem in München tätigen Histologen und Kunstsammler Walter Schmidt. Eine eigene Werkreihe bilden die „Spiegelbilder“, hergestellt mit ausgeschnittenen Fotografien, die um ein oder zwei Achsen gespiegelt montiert wurden.
1974 heiratete Stegemeyer Schmidt, der in zwischen an der Universität Innsbruck lehrte und forschte, und zog dorthin. Sie konnte sich nun ganz ihrer künstlerischen Tätigkeit widmen und schuf neben ornamentalen Ölbildern u. a. gerahmte Fadenstrukturen hinter Glas – „Raumbilder“. Der Kunsthistoriker Uli Bohnen besuchte sie 1976 in Innsbruck und befragte sie für seinen Beitrag zu Coenen und den Kölner Progressiven für das ihr gewidmete Buch „Fotografien“.
Stegemeyer und eine kunstinteressiert Gruppe in Innsbruck gründeten einen Förderkreis für moderner Kunst am Tiroler Landesmuseum Ferdinandeum. Der Förderkreis beendete seine Tätigkeit, als das Museum selbst in dieser Richtung tätig wurde.

## Einzelausstellungen und Kataloge
- Elde Steeg. Hinterglasbilder. Galerie Springer, Maison de France, Berlin, 1951.
- Elde Steeg. Bilder und Zeichnungen. Wasmuth Antiquariat, Berlin, 1957.
- Elde Steeg. Bilder und Zeichnungen 1950 bis 1959. Paula Modersohn-Becker Museum, Bremen, 1959.
- Elde Steeg. Ölbilder, Kunstharzbilder, Zeichnungen. Gedok-Galerie im Gedok-Elle-Hofmann-Haus, Stuttgart, 1968.
- Elde Steeg. Kunst und wissenschaft. Kongresshaus Innsbruck, 1978.
- Elde Steeg. Bilder aus 25 Jahren. Kunstpavillon Innsbruck, 1979.
- Elde Steeg. Tafeln und Objekte. Tiroler Kunstpavillon, 1984.
- Elde Steeg – experimente mit gespiegelten formen und profilen. Frauen-Museum, Bonn, 1984.
- Elde Steeg. Collagen, Kasten-, Wendebilder. Stadtturmgalerie Innsbruck, 1988.
- Elfriede Stegemeyer. Fotografien. Stiftung Bauhaus Dessau und Kunsthalle Bremen, 1998 bis 1999.
- Fotografien der 30er Jahre, Elfriede Stegemeyer. Galerie Priska Pasquer, Köln, 2002.
- elde steeg – das zeichen für Leben. Institut für Kunstgeschichte, 2004. Katalog Skarabaeus, ISBN 978-3-7082-3157-0.
- Elde Steeg 1908–1988 Kurmittelhaus der Moderne, Bad Reichenhall, 2007.
- die dehnung des augenblicks ... elde steeg in Innsbruck 1974 bis 1988. Ferdinandeum Innsbruck, 2008. Katalog Skarabaeus, ISBN 978-3-7082-3253-9.
- Elde Steeg. Doppelleben einer Avantgardistin, Kunstsammlungen Böttcherstraße, Paula-Modersohn-Becker-Museum, Bremen, 10. Oktober 2010 bis 9. Januar 2011. Katalog Kunstsammlung Böttcherstraße 2010.
- Elde Steeg – die Frauen machen die Brötchen. Tiroler Landesmuseum, Innsbruck, 18. Februar bis 3. Oktober 2021.

## Trickfilme
- Trickfilm „kaleidoskop“. Buch, Idee und Gestaltung: Elde Steeg. Filmfestspiele Venedig, 1956.
- Trickfilm „Olympiade der Kinder“. Buch, Idee und Gestaltung: Elde Steeg, 1970. In Cortina d’Ampezzo und in Grenoble mit Preisen ausgezeichnet.

## Illustrationen (Zeichnungen) zu
- Malla Naas: Tiere auf der Weide. Verlagsgemeinschaft Jugend und Welt, Berlin [1950]
- Malla Naas: Die Bauernfamilie. Verlagsgemeinschaft Jugend und Welt, Berlin [1950]
- Hertha von Gebhardt: Absender Nikolaus Stuck. Cecilie Dressler Verlag, Berlin [1954]
- Wilhelm Bardorff: Blick ins Buch der Natur. Das große Bestimmungsbuch für Pflanzen und Tiere. Reihe: Welt des Wissens. Hrsg. von Reinhard Jaspert. Berlin 1961.
- Wilhelm Bardorff: Bezaubernde Natur in deutschen Naturschutzlandschaften. Berlin 1965.
- Hans Wolfgang Behm: Korn wächst für alle. Pflanzenzüchtung und kultivierte Flora als neue Lebensmittelbasis der Menschheit. Berlin 1959.
- Hans Wolfgang Behm: Die Flora um uns. Das farbige Buch der Blumen und Blüten in Gärten und Haus. Berlin 1966.
- Gerhard Bishoff: Der Griff ins Erdinnere. Praktische Geologie. Reihe: Welt des Wissens. Hrsg. Reinhard Jaspert. Berlin 1961.